# Ryan García
Ryan García (Victorville, California; 8 de agosto de 1998) es un boxeador profesional estadounidense. Como profesional ha competido en peso super pluma y ligero, actualmente compite en la categoría de peso superligero. Ostentó el título interino de peso ligero del Consejo Mundial de Boxeo en 2021.
Inició su carrera en 2016 y desde entonces ha logrado triunfos frente al campeón mundial Devin Haney y el medallista de oro olímpico Luke Campbell.

## Vida personal
Ryan García tiene tres hermanas, Demi, Sasha y Kayla, y un hermano, Sean, que también es boxeador profesional. Sus padres, Henry y Lisa García, nacieron en los Estados Unidos y participan activamente en su carrera. Sus abuelos son oriundos de Anáhuac, Nuevo León. En marzo de 2019, Ryan tuvo una hija.

## Carrera amateur
García comenzó a boxear a los siete años y soñaba con algún día representar a Estados Unidos en los Juegos Olímpicos de 2016. Se convirtió en 15 veces campeón nacional amateur y acumuló un récord amateur de 215-15.

## Carrera profesional de boxeo

### Peso ligero

#### García vs. Campbell
El 28 de septiembre de 2020, se anunció que García se enfrentaría al medallista de oro olímpico en Londres 2012 Luke Campbell por el título interino de peso ligero del CMB en el Don Haskins Center en El Paso, Texas. La pelea estaba programada originalmente para el 5 de diciembre de 2020, pero se retrasó hasta el 2 de enero de 2021 debido a que Campbell dio positivo en un test de COVID-19.
En la ronda 8 de la pelea, García fue derribado por primera vez en su carrera profesional. Sin embargo, se recuperó y continuó peleando. Más tarde en la ronda 7, García derribó a Luke Campbell con un gancho izquierdo al hígado que terminó la pelea. Las estadísticas de CompuBox mostraron que García dominó la pelea, superando a Campbell en golpes totales (94-74) y golpes de poder (77-51). Campbell solo lo superó en jabs (23-17). La pelea contra García fue la última pelea de Luke Campbell antes de su retiro del boxeo profesional en 2021.

#### García vs Davis
El 9 de diciembre de 2022, se anunció que García se enfrentaría a Gervonta Davis el 22 de abril de 2023 en el T-Mobile Arena de Las Vegas, Nevada. La pelea sería un combate sin título en un peso pactado de 136 libras, con una cláusula de rehidratación que impedía a García subir más de 10 libras. Este esperado evento fue un pago por visión conjunto entre Showtime y DAZN.
Davis derribó a García dos veces, una en la segunda ronda y otra en la séptima ronda con un gancho al hígado del cual García no pudo levantarse antes de la cuenta de diez del árbitro, lo que resultó en una victoria por nocaut para Davis.

### Peso superligero

#### García vs. Duarte
García enfrentó a Oscar Duarte el 2 de diciembre de 2023, en Toyota Center en Houston, Texas. La pelea se llevó a cabo el 2 de diciembre de 2023 en un peso pactado de 143 libras. García ganó la pelea por KO en el octavo asalto.

#### García vs. Haney
El 9 de febrero de 2024, se anunció que García se enfrentaría a Devin Haney por el título mundial de peso superligero del CMB el 20 de abril de 2024 en el Barclays Center, en Brooklyn, Nueva York. La pelea estuvo envuelta en controversia, ya que García superó el límite de peso por 3.2 libras en el pesaje, lo que le impidió competir por el título. Por si fuera poco, García apostó a Haney que le pagaría 500,000 dólares por cada libra que excediera por lo que entregaría 1.5 millones de dólares al entonces invicto campeón del WBC. A pesar de esto, García derribó a Haney en tres ocasiones (asaltos 7, 10 y 11), ganando por decisión mayoritaria (112-112, 114-110 y 115-109).
El 1 de mayo, la Asociación Voluntaria Antidopaje notificó a todas las partes involucradas que García había dado positivo por Ostarine, una droga para mejorar el rendimiento, el día anterior y el día de su pelea con Haney. García respondió a través de las redes sociales, negando las acusaciones y citando su voluntad de someterse a la prueba de drogas.r
 El 20 de junio, la pelea se cambió a sin resultado, García fue multado con 1,1 millones y suspendido por un año debido al uso de Ostarine después de aceptar el acuerdo de culpabilidad para llevarlo a juicio.

## Controversias

### Dopaje
Según el periodista Dan Rafael, Ryan dio positivo por una sustancia prohibida para mejorar el rendimiento en una prueba realizada antes de su victoria por decisión mayoritaria sobre Devin Haney. Según diversas fuentes, García dio positivo por Ostarine en un análisis previo a la pelea realizado por la Asociación Voluntaria Antidopaje (VADA). De acuerdo con el también periodista Mike Copinger de ESPN, la primera prueba de García también arrojó un resultado positivo para 19-norandrosterona, otra sustancia prohibida. Sin embargo, esta información aún no ha sido confirmada.

## Récord profesional
| Récord profesional | Récord profesional | Récord profesional |
| 26 peleas          | 24 victorias       | 1 derrota          |
| ------------------ | ------------------ | ------------------ |
| Nocaut             | 19                 | 1                  |
| Decisión           | 5                  | 0                  |
| Sin resultado      | 1                  | 1                  |

| Resultado     | Récord   | Oponente              | Método        | Asalto - Tiempo | Fecha                    | Localización                                             | Notas |
| Sin resultado | 24–1 (1) | Devin Haney           | Sin resultado | 12              | 20 de abril de 2024      | Barclays Center, Nueva York                              | Originalmente una victoria por decisión mayoritaria para García, se dictaminó sin resultado después de dar positivo en una prueba de drogas. El título superligero del WBC no estaba en juego porque García no dio el peso. |
| Victoria      | 24–1     | Oscar Duarte          | KO            | 8 (12) - 2:51   | 2 de diciembre de 2023   | Toyota Center, Houston, Texas                            | Pelea en peso pactado (143 lbs). |
| Derrota       | 23–1     | Gervonta Davis        | TKO           | 7 (12) - 1:17   | 22 de abril de 2023      | T-Mobile Arena, Paradise, Nevada                         | Pelea en peso pactado (136 lbs). |
| Victoria      | 23–0     | Javier Fortuna        | KO            | 6 (12) - 0:27   | 16 de julio de 2022      | Crypto.com Arena, Los Ángeles, California                | |
| Victoria      | 22–0     | Emmanuel Tagoe        | DU            | 12              | 9 de abril de 2022       | Alamodome, San Antonio, Texas                            | Pelea en peso pactado (139 lbs). |
| Victoria      | 21–0     | Luke Campbell         | TKO           | 7 (12) - 1:58   | 2 de enero de 2021       | American Airlines Center, Dallas, Texas                  | Ganó el título interino vacante de peso ligero del WBC. |
| Victoria      | 20–0     | Francisco Fonseca     | KO            | 1 (12) - 1:20   | 14 de febrero de 2020    | Honda Center, Anaheim, California                        | Defendió el título Silver de peso ligero del WBC. |
| Victoria      | 19–0     | Romero Duno           | KO            | 1 (12) - 1:38   | 2 de noviembre de 2019   | MGM Grand Garden Arena, Las Vegas, Nevada                | Gana WBO NABO y WBC Silver Peso ligero |
| Victoria      | 18–0     | José López            | TKO           | 2 (10) - 3:00   | 30 de marzo de 2019      | Fantasy Springs Casino, Indio, California                | |
| Victoria      | 17–0     | Braulio Rodríguez     | KO            | 5 (10) - 1:14   | 15 de diciembre de 2018  | Madison Square Garden, Manhattan, Nueva York             | |
| Victoria      | 16–0     | Carlos Morales        | DM            | 10              | 1 de septiembre de 2018  | Fantasy Springs Casino, Indio, California                | |
| Victoria      | 15–0     | Jayson Vélez          | DU            | 10              | 4 de mayo de 2018        | StubHub Center , Carson , California                     | Gana WBO NABO y NABF Peso superpluma |
| Victoria      | 14–0     | Fernando Vargas Parra | KO            | 1 (10) - 2:55   | 22 de marzo de 2018      | Fantasy Springs Casino, Indio, California                | Retiene WBC-NABF Peso pluma |
| Victoria      | 13–0     | Noe Martínez Raygoza  | TKO           | 8 (8), 1:45     | 16 de diciembre de 2017  | Place Bell, Laval, Quebec, Canadá                        | |
| Victoria      | 12–0     | César Alan Valenzuela | TKO           | 3 (8), 2:59     | 2 de noviembre de 2017   | Casino Del Sol, Tucson, Arizona                          | Retiene el título WBC-NABF peso pluma |
| Victoria      | 11–0     | Miguel Carrizoza      | KO            | 1 (8), 0:30     | 15 de septiembre de 2017 | MGM Grand Marquee Ballroom, Paradise, Nevada             | Gana el vacante título WBC-NABF peso pluma |
| Victoria      | 10–0     | Mario Macias          | KO            | 1 (4), 0:47     | 15 de julio de 2017      | The Forum, Inglewood, California                         | |
| Victoria      | 9–0      | Tyrone Luckey         | TKO           | 2 (6)           | 6 de mayo de 2017        | T-Mobile Arena, Paradise, Nevada                         | |
| Victoria      | 8–0      | Devon Jonnes          | KO            | 2 (6)           | 3 de febrero de 2017     | Belasco Theater, Los Ángeles, California                 | |
| Victoria      | 7–0      | José Antonio Martínez | KO            | 2 (6)           | 17 de diciembre de 2016  | The Forum, Inglewood, California                         | |
| Victoria      | 6–0      | Mario Aguirre         | RTD           | 2 (4), 3:00     | 14 de octubre de 2016    | Sportsmen's Lodge, Studio City, Los Ángeles, California  | |
| Victoria      | 5–0      | Jonathan Cruz         | TKO           | 2 (4)           | 17 de agosto de 2016     | Exchange LA, Los Ángeles, California                     | |
| Victoria      | 4–0      | Cristian Jesús Cruz   | DU            | 4               | 27 de julio de 2016      | Rancho Grande Bar, Tijuana, Baja California, México      | |
| Victoria      | 3–0      | Luis Lozano           | TKO           | 1 (4)           | 7 de julio de 2016       | Rancho Grande Bar, Tijuana, Baja California, México      | |
| Victoria      | 2–0      | Héctor García         | TKO           | 1 (4)           | 24 de junio de 2016      | Billar El Perro Salado, Tijuana, Baja California, México | |
| Victoria      | 1–0      | Edgar Meza            | TKO           | 1 (4)           | 9 de junio de 2016       | Rancho Grande Bar, Tijuana, Baja California, México      | |

## Peleas en Pay-per-view
| N.º            | Pelea            | Fecha               | Compra         | Red            | Ganancias   |
| -------------- | ---------------- | ------------------- | -------------- | -------------- | ----------- |
| 1.             | Davis vs. García | 22 de abril de 2023 | 1.200.000      | Showtime/DAZN, | 102,000,000 |
| Ventas totales | Ventas totales   | Ventas totales      | Ventas totales | Ventas totales | 102,000,000 |

## Comerciales de televisión
Durante 2021, García firmó un acuerdo con la bebida deportiva Gatorade para aparecer en comerciales de televisión promocionando la marca, convirtiéndose así en el primer boxeador estadounidense en aparecer en una campaña de Gatorade. En algunos comerciales, García aparece con la estrella del baloncesto de la NBA Damian Lillard.